# Salköveskút
Salköveskút község Vas vármegyében, a Szombathelyi járásban. A mai formájában 1935-ben jött létre, Salfa és Köveskút falvak egyesítésével.

## Fekvése
A Gyöngyös-sík északi részén, Szombathelytől 10 kilométerre északkeletre fekszik.

### Megközelítése
Legfontosabb közúti megközelítési útvonala a 8638-as út, ezen érhető el a megyeszékhely, Szombathely, illetve a legközelebbi város, Csepreg irányából is. Sopron térsége felől Vasasszonyfa érintésével közelíthető meg, a 8639-es, majd a 8643-as úton. Közigazgatási határszélén, központjától több kilométerre északkeletre elhalad még a 8636-os út is.
A hazai vasútvonalak közül a települést a Sopron–Szombathely-vasútvonal érinti, melynek egy megállási pontja van itt. Salköveskút-Vassurány megállóhely közvetlenül a két névadó település határvonala mellett, de salköveskúti területen helyezkedik el, közúti elérését a 8638-as útból kiágazó 86 118-as számú mellékút biztosítja.

## Nevének eredete
Neve a régi Saul személynév és a köveskút (kővel kirakott kút) szavak összetétele.

## Története
Salfát 1489-ben Solfolua, Köveskutat 1263-ban Kueskut néven említik először. Köveskutat 1284-ben Terra nobilium Kueskuth, 1334-ben Keweskwth, 1456-ban Kweskwth, 1489-ben Keweskwth al. nom. Salfalwa alakban említik.
Salfa határában római épületnyomokat találtak. Temploma 1443-ban már állt, de később elpusztult. Köveskút területén egykor erődítmény állott, birtokosa a Szegedy család volt. 1549-ben 20 porta után adózott, birtokosai a Niczky és Bagody családok voltak. 1787-ben 37 házában összegen 336 lakos élt.
Vályi András szerint "KÖVESKÚT. Elegyes falu Vas Várm. földes Ura Szegedi Uraság, lakosai katolikusok, fekszik Salsának szomszédságában, és annak 449filiája, határja síkos, földgye termékeny, réttye elég, és jó; fája, legelője, erdeje vagyon, piatzozása Kőszögön, és Szombathelyen."
Vas vármegye monográfiájában "Köveskut , magyar község, 58 házzal és 461 r. kath. lakossal. Postája és távírója Acsád. Csinos kath. temploma 1876-ban épült. Földesura a Szegedy -család volt; a birtok jelenleg a Szegedy-féle hitbizományhoz tartozik."
"Salfa, régi, nemesi magyar község 25 házzal és 182 r. kath. és ág. ev. vallású lakossal. Postája és távírója Acsád. A község a szombathely-soproni vasútvonal mentén fekszik. A salfai Szita -család ősi fészke, mely innen is nyerte prédikátumukat. Plébániája és temploma már 1443-ban fennállott. A község határában a rómaiak korából épületnyomok vannak. Földesurai a Szita – és Goszthonyi -családok voltak."
1910-ben Salfának 164, Köveskútnak 509 lakosa volt. A két községet 1935-ben egyesítették.

## Közélete

### Polgármesterei
- 1990–1994: Tóth Róbert (független)[7]
- 1994–1998: Tóth Róbert (független)[8]
- 1998–2002: Tóth Róbert Pál (független)[9]
- 2002–2006: Tóth Róbert (független)[10]
- 2006–2010: Tóth József (független)[11]
- 2010–2014: Tóth József (független)[12]
- 2014–2019: Tóth József (független)[13]
- 2019–2024: Tóth József (független)[14]
- 2024– : Tóth József (független)[1]

## Népesség
A település népességének változása:
| Lakosok száma | 473  | 466  | 464  | 472  | 478  | 479  | 459  | 455  | 448  | 446  |
|               | 2013 | 2014 | 2015 | 2016 | 2017 | 2018 | 2021 | 2022 | 2023 | 2024 |

A 2011-es népszámlálás során a lakosok 83,1%-a magyarnak, 1,2% németnek, 0,6% bolgárnak, 0,2% szlovénnek mondta magát (16,3% nem nyilatkozott; a kettős identitások miatt a végösszeg nagyobb lehet 100%-nál). A vallási megoszlás a következő volt: római katolikus 65,2%, evangélikus 1,9%, református 2,1%, felekezet nélküli 4,1% (26,2% nem nyilatkozott).
2022-ben a lakosság 94,9%-a vallotta magát magyarnak, 2,2% németnek, 1,1% cigánynak, 2,2% egyéb, nem hazai nemzetiségűnek (4,8% nem nyilatkozott; a kettős identitások miatt a végösszeg nagyobb lehet 100%-nál). Vallásuk szerint 55,6% volt római katolikus, 2,6% református, 1,5% evangélikus, 0,4% egyéb keresztény, 0,2% egyéb katolikus, 3,3% felekezeten kívüli (36,3% nem válaszolt).

## Nevezetességei
Mihály arkangyalnak szentelt római katolikus temploma 1876-ban épült, barokk stílusú, benne 18. századi Madonna-szoborral.

## Híres emberek
- Salfán született 1780. december 20-án Sztrokay Antal író, jogtudós, műfordító.
- Köveskúton volt plébános Kölkedy Mihály római katolikus hittudós, kanonok, teológiai író.

## Képgaléria

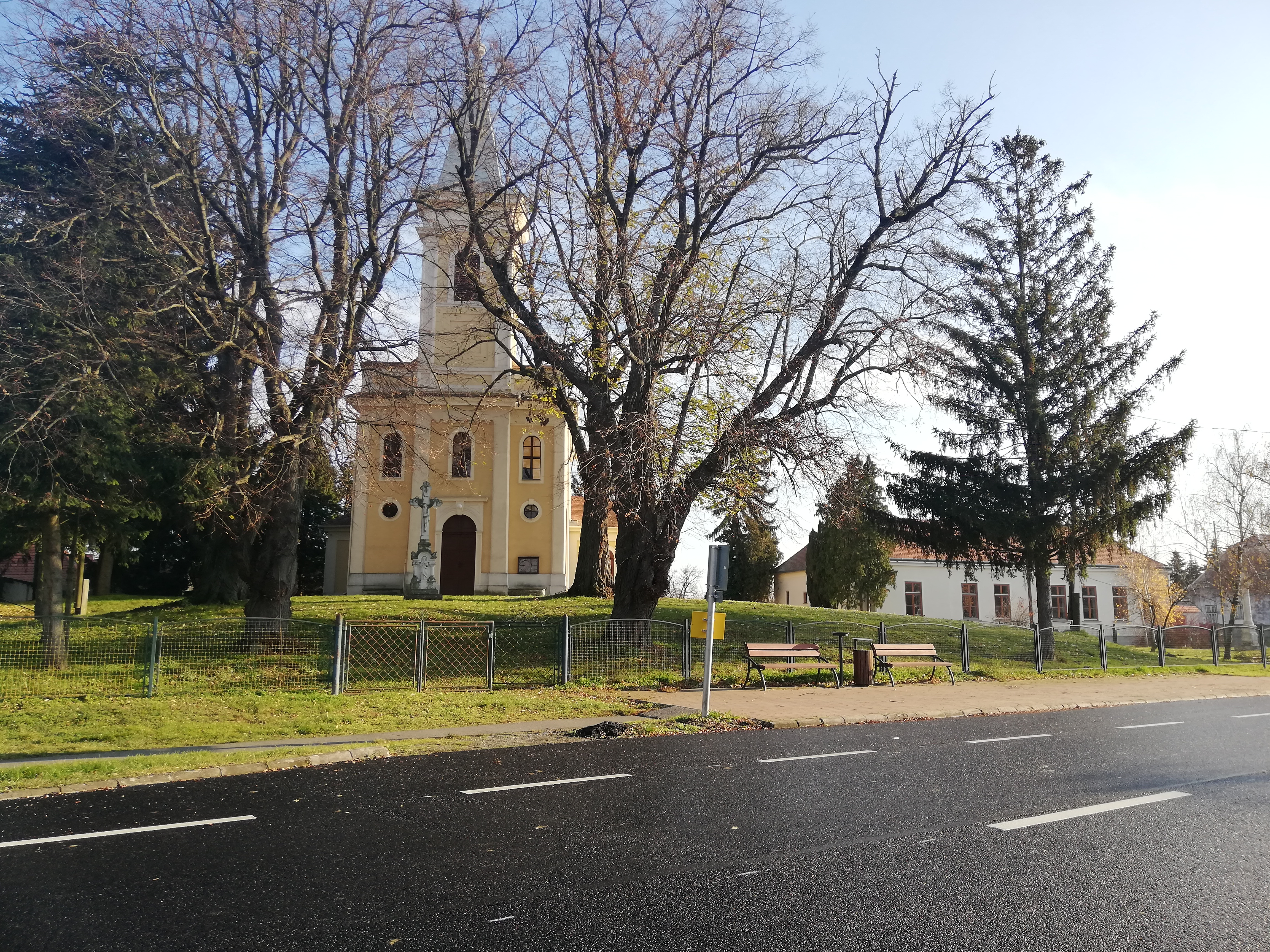
Salköveskút központja
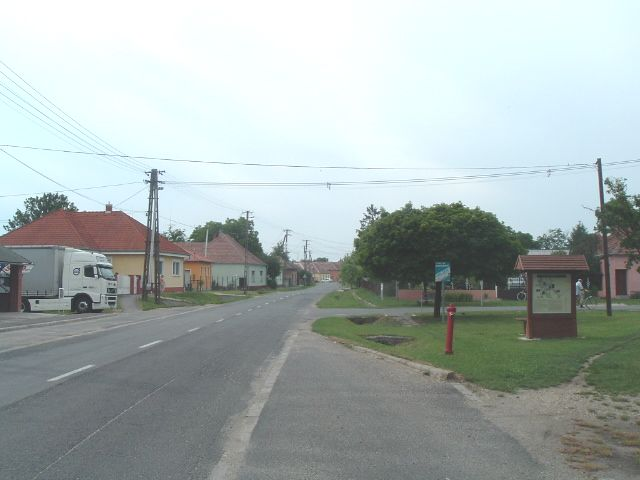
A 8638-as út a falu központjában, észak felé nézve
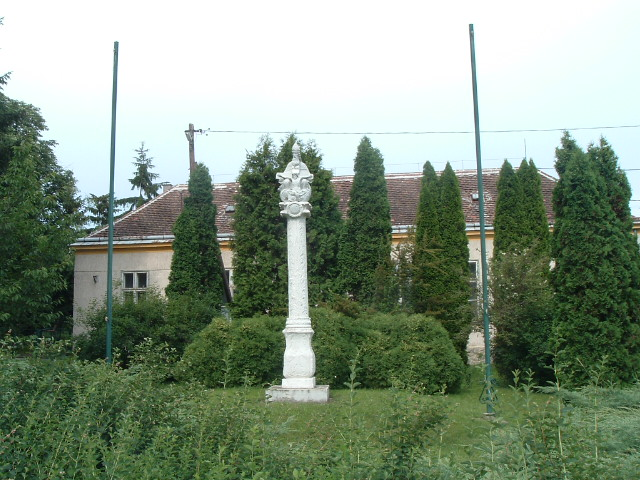
A Szentháromság-szobor
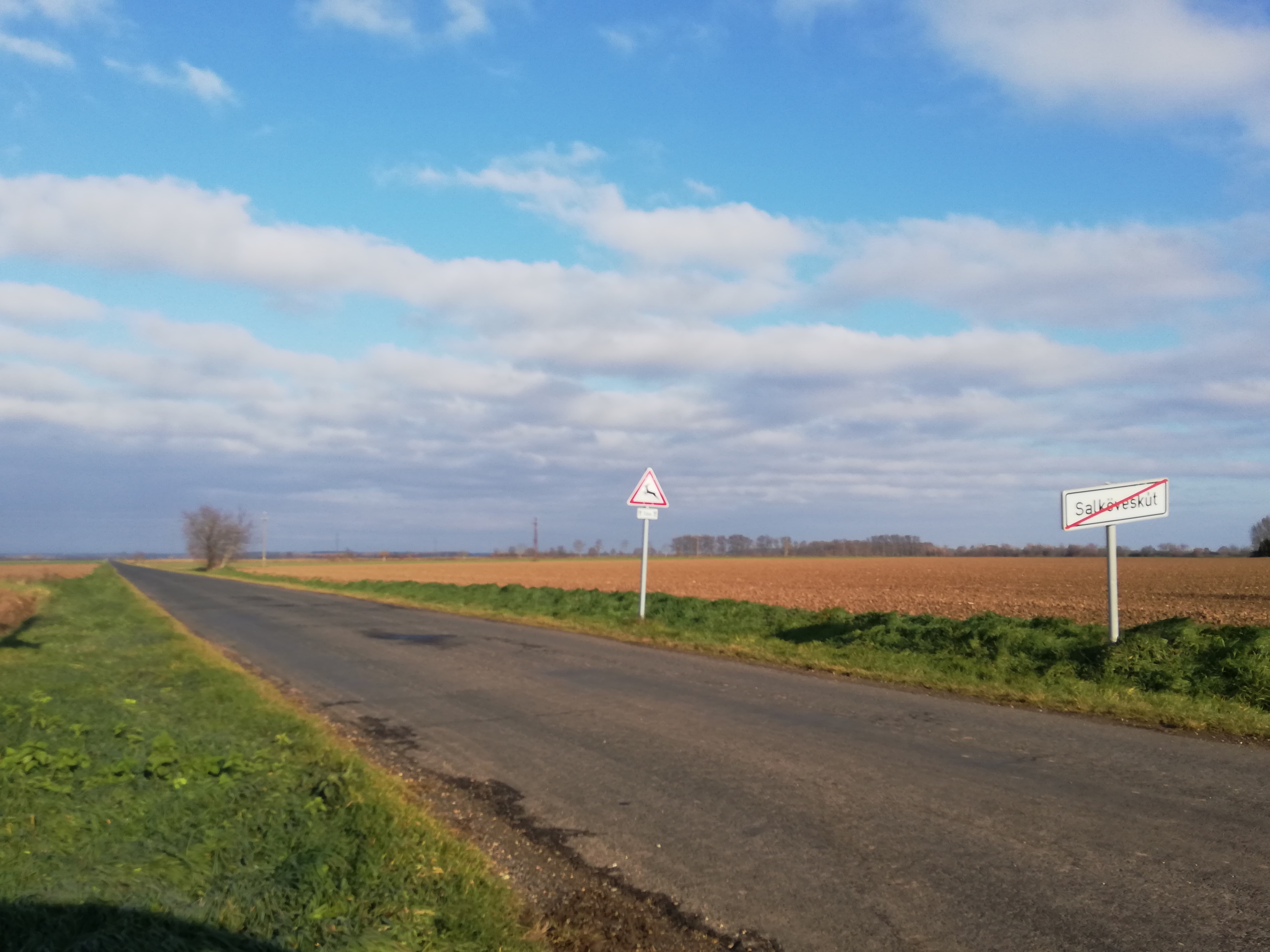
A Kőszeg felé vezető 8643-as út a falu északi szélén